# 인트루더 (영화)
《인트루더》(영어: The Intruder)는 미국에서 제작된 디온 테일러 감독의 2019년 심리 스릴러 영화이다. 마이클 일리, 메건 굿, 데니스 퀘이드 등이 출연하였다.

## 출연
- 마이클 일리
- 메건 굿
- 데니스 퀘이드
- 조지프 시코라
- 에리카 체라
- 릴리 세피